# SULT1E1
SULT1E1 (англ. Sulfotransferase family 1E member 1) – білок, який кодується однойменним геном, розташованим у людей на короткому плечі 4-ї хромосоми.  Довжина поліпептидного ланцюга білка становить 294 амінокислот, а молекулярна маса — 35 126.
| 10         |  | 20         |  | 30         |  | 40         |  | 50         |
| ---------- |  | ---------- |  | ---------- |  | ---------- |  | ---------- |
| MNSELDYYEK |  | FEEVHGILMY |  | KDFVKYWDNV |  | EAFQARPDDL |  | VIATYPKSGT |
| TWVSEIVYMI |  | YKEGDVEKCK |  | EDVIFNRIPF |  | LECRKENLMN |  | GVKQLDEMNS |
| PRIVKTHLPP |  | ELLPASFWEK |  | DCKIIYLCRN |  | AKDVAVSFYY |  | FFLMVAGHPN |
| PGSFPEFVEK |  | FMQGQVPYGS |  | WYKHVKSWWE |  | KGKSPRVLFL |  | FYEDLKEDIR |
| KEVIKLIHFL |  | ERKPSEELVD |  | RIIHHTSFQE |  | MKNNPSTNYT |  | TLPDEIMNQK |
| LSPFMRKGIT |  | GDWKNHFTVA |  | LNEKFDKHYE |  | QQMKESTLKF |  | RTEI       |

A: Аланін

C: Цистеїн

D: Аспарагінова кислота

E: Глутамінова кислота

F: Фенілаланін

G: Гліцин

H: Гістидин

I: Ізолейцин

K: Лізин

L: Лейцин

M: Метіонін

N: Аспарагін

P: Пролін

Q: Глутамін

R: Аргінін

S: Серин

T: Треонін

V: Валін

W: Триптофан

Кодований геном білок за функцією належить до трансфераз. 
Задіяний у такому біологічному процесі як поліморфізм. 
Білок має сайт для зв'язування з ліпідами, стероїдами. 
Локалізований у цитоплазмі.